# Chopin (cràter)
Chopin és un cràter d'impacte en el planeta Mercuri de 131 km de diàmetre. Porta el nom del compositor i pianista francès Frédéric Chopin (1810-1849), i el seu nom va ser aprovat per la Unió Astronòmica Internacional el 1976.